# Lamponata daviesae
Genre
Espèce
Lamponata daviesae, unique représentant du genre Lamponata, est une espèce d'araignées aranéomorphes de la famille des Lamponidae.

## Distribution
Cette espèce est endémique d'Australie. Elle se rencontre au Queensland, dans le Territoire du Nord, en Australie-Méridionale et dans le Nord de l'Australie-Occidentale.

## Description
Le mâle holotype mesure 2,7 mm et la femelle 3,5 mm.

## Étymologie
Cette espèce est nommée en l'honneur de Valerie Todd Davies.

## Publication originale
- Platnick, 2000 : A relimitation and revision of the Australasian ground spider family Lamponidae (Araneae: Gnaphosoidea). Bulletin of the American Museum of Natural History, no 245, p. 1-330 (texte intégral).